# 마르쿠스 죄더

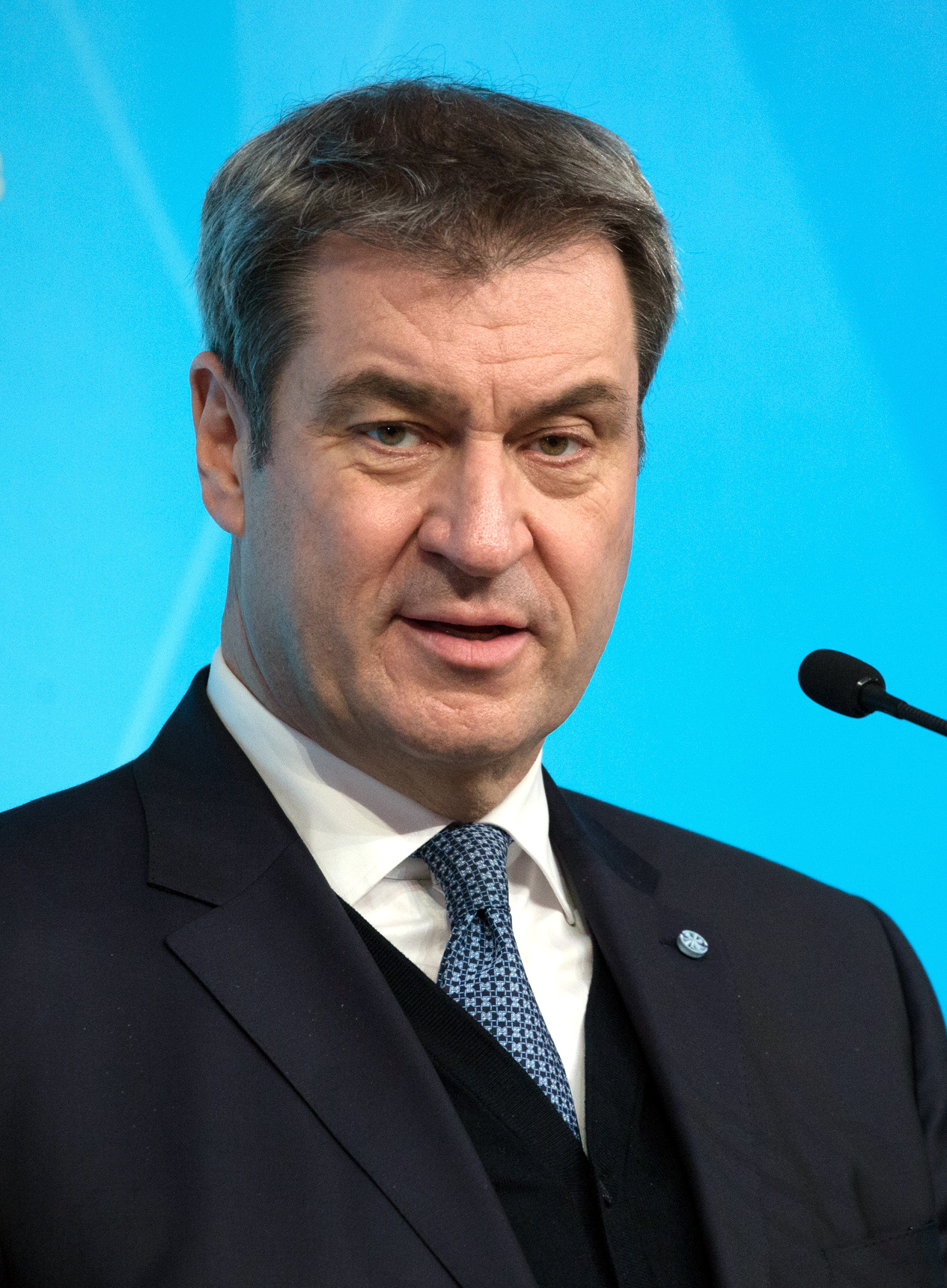
마르쿠스 죄더 (2022년)

마르쿠스 죄더(독일어: Markus Söder, 1967년 1월 5일 ~ )는 독일의 정치인으로 2018년 이래 바이에른주 총리를, 2019년 이래 바이에른 기독교사회연합 (CSU; 이하 기사련)의 대표를 맡고 있는 중이다.

## 어린 시절
1986년 김나지움을 졸업했으며, 이후 1987년까지 병역의무를 수행했다. 제대 이후 프리드리히 알렉산더 대학교에서 법을 공부했으며 콘라트 아데나워 재단에서 장학금을 받았다. 1991년 국가고시를 통과했으며, 프리드리히 알렉산더 대학교 헌법행정교회법과의 조교를 지냈다. 1998년 논문 Von altdeutschen Rechtstraditionen zu einem modernen Gemeindeedikt: Die Entwicklung der Kommunalgesetzgebung im rechtsrheinischen Bayern zwischen 1802 und 1818을 작성하고 박사 학위를 취득했다. 1992년부터 1994년까지 뮌헨의 바이에른 방송에서 수습생을 거쳐 편집장으로 일했고, 1994년에는 바이에른 주의원으로 당선되어 정치인으로 전향했다.

## 정치 경력

### 바이에른에서의 정치 활동
1994년 이래 죄더는 바이에른 주의원으로 재직하고 있는 중이다. 2003년부터 2007년까지 기사련 사무총장을 지냈으며, 당시 대표이자 바이에른주 총리였던 에드문트 슈토이버의 곁에서 일했다. 임기 중이던 2005년 총선 이후 우니온-사민당 연정 협상 과정에서 우니온 측 협상단원으로 활동했으며, 협상 이후 앙겔라 메르켈 총리가 취임하게 되었다.
죄더는 벡슈타인 내각과 제호퍼 (1차 및 2차 포함) 내각에서 활동하기도 했다. 2007년부터 2008년까지 바이에른주 연방유럽부(외무부의 후신) 장관을 지냈으며, 2008년부터 2011년까지 바이에른주 환경보건부 장관을 지냈다.

### 재무장관 (2011-2018)
호르스트 제호퍼 주총리 밑에서 재무장관을 지냈으며, 주를 대변하는 연방 상원의원으로서 상원 재무위원회 소속이었다.
재무장관 시절 유럽 연합 집행위원회의 일괄 지원을 받고자 부실 주 지원 대출은행인 바이에른LB의 재건을 감독하기도 했다. 2014년에는 바이에른LB를 압박하여 헝가리 측에 MKB 단위를 매각함으로서 20여년 간 20억 유로의 손실을 초래한 부실투자를 종식시키기도 했다. 2015년에는 한스 외르크 셸링 오스트리아 외무장관과 협상을 타결하여 하이포 알페아드리아뱅크 인터내셔널(케른텐주 지역 은행)의 붕괴에서 시작된 양측 정부의 법적 분쟁을 끝냈다. 양해 각서에 따르면 오스트리아는 바이에른주에 12억 3천만 유로를 지불하며, 모든 관련 소송은 취하되었다.
2012년 죄더는 제호퍼 당시 주총리와 함께 연방헌법법원에 소송을 제기하여 바이에른처럼 부유한 주가 전국의 부실경제 구제 차원에서 재정이전을 하도록 하는 독일 시스템 점검을 요구했다. 죄더의 제안에 따라 바이에른주 정부는 독일 최초로 폭스바겐을 상대로 배출가스 시험 사기 사건 관련 소송을 제기해 손해배상을 요구한 주가 되었다. 이 시기 죄더는 해당 스캔들로 인해 70만 유로에 달하는 공무원 연금기금 손실을 입었다고 밝혔다.
2017년 총선 결과 기사련이 참패하면서 제호퍼는 대표직 사퇴 압력을 받게 되었고, 이에 그는 당대표직에서 물러나지는 않는 대신 바이에른주 총리직은 죄더에게 인계하겠다고 밝혔다.

### 바이에른주 총리 (2018-)
2018년 3월 바이에른 주의회는 죄더를 메르켈 내각의 연방 재무장관으로 임명되어 물러난 제호퍼의 후임 주총리로 선출했다. 총 169명 중 찬성 99표, 반대 64표를 얻었는데, 이는 2013년 당시 제호퍼가 얻은 것보다 더 높은 득표수였다.
2019년 1월 기사련 전당대회에 단독후보로 출마해 87.4%의 찬성표로 제호퍼의 후임 당대표로 선출되었다.

### 연방 정계에서
1999년, 2004년, 2009년, 2010년, 2012년, 2017년 대선 당시 죄더는 연방회의 기사련 측 대표단으로서 투표에 참여했다.
2009년 총선 이후 우니온은 자유민주당과의 연정 협상을 진행하게 되는데, 죄더는 우르줄라 폰 데어 라이엔과 필리프 뢰슬러가 대표하는 보건 분야에서 우니온 측 협상단원으로 활동한 바 있다.
2013년 총선 이후 우니온은 사민당과 대연정 협상을 진행하였고, 이 때 죄더는 볼프강 쇼이블레과 올라프 숄츠가 주도하는 재정정책 분야에서 기민련 측 협상단원으로, 헤르베르트 로일과 마르틴 슐츠가 주도하는 금융규제 및 유로존 분야에서 기민련 측 협상단원으로 활동했다.
2020년 5월 여론조사에서 독일인의 53%가 죄더를 우니온의 차기 총선 총리 후보로 지지한다고 밝혔으며, 바이에른주에서는 90%의 지지율을 기록하기도 했다.

## 정치 성향

### 유럽 통일 정책
그리스 국가 부채 위기 당시 죄더는 그리스의 유로존 탈퇴를 강력하게 주장한 바 있으며, 2012년 한 인터뷰에서 "아테네는 유로존이 위협할 수 있음을 기억해야 한다"고 밝혔다.
2018년 초 그는 불가리아, 루마니아 등의 유로존 가입, 유러채권 도입, 유럽재무장관직 신설에 반대하는 본인의 입장을 반복했다.

### 국내 정책
바에이른주 재무장관 시절이던 2012년, 주는 2015년에 저작권이 만료되는 아돌프 히틀러의 나의 투쟁의 비판·인용 버전이 출판될 수 있도록 뮌헨의 현대사협회에 50만 유로의 공금을 지원하였다. 죄더는 이에 해당 버전의 발간은 히틀러의 공약을 보다 쉽게 이해할 수 있도록 하기 위함이라고 밝혔으나, 이듬해 주정부는 해당 지원 계획을 전면 중단하였다.
유럽 난민 위기 당시 죄더는 메르켈의 이민 정책을 수차례 비판하기도 했다. 그는 약 10만 여명의 난민들의 묘연한 행방으로 안보에 큰 차질이 생겼다고 경고하면서, 상당수의 이민자들이 독일 사회에 성공적으로 동화되었다는 주장에 의구심을 제기했다. 그는 독일인들은 다문화 사회를 원치 않는다며, 난민들은 가능할 때 본국으로 돌아가야 한다고 주장했다. "우리가 해낸다"는 메르켈 총리의 격언은 "올바른 신호가 아니다"면서, "우리가 이해했다"가 맞다고 주장했다.
2018년 죄더의 주정부는 십자가법(Kreuzpflicht)을 통과시켰으며, 이에 따라 모든 공공기관 건물 입구에는 십자가를 달아야 한다. 이에 그는 십자가가 기독교가 아니라 바이에른의 문화적 정체성을 상징한다고 밝혔다.
2018년 주총선 당시 죄더는 전통주의자들의 표를 얻고자 새 우주계획과 초고속 인터넷 전용선을 공약하면서, 바이에른의 최첨단 "노트북과 레더호전"의 평판을 향상하겠다고 약속했다.

### 가족 정책
2020년 7월 울리히 비케르트와의 인터뷰에서 동성결혼에 대한 지지 입장을 밝혔다.

### 외교 정책
주총리 시절 2019년 살레워크 제우데 에티오피아 대통령을, 2020년 블라디미르 푸틴 러시아 대통령을 방문했다.

## 사생활
1999년 뉘른베르크 기반 전기자동차 및 운전자동화 회사 바우뮐러 그룹의 소유주 중 하나인 카린 바우뮐러와 결혼했으며, 슬하에 3명의 자녀를 두고 있다. 이외에도 초기대상관계 시절에 얻은 딸 한 명을 추가로 두고 있다.
독실한 개신교도이기도 하며, 슈렉과 마릴린 먼로 등이 등장한 카니발에 화려한 복장을 입고 등장해 화제가 되기도 하였다.

## 역대 선거 결과
| 선거명      | 직책명          | 대수 | 정당                    | 득표율 | 득표수 | 결과 | 당락                         |
| ----------- | --------------- | ---- | ----------------------- | ------ | ------ | ---- | ---------------------------- |
| 2018년 선거 | 바이에른의 총리 | 56대 | 바이에른 기독교사회연합 | 54.63% | 112표  | 1위  | 바덴뷔르템베르크 주총리 당선 |